# Poša
Poša – wieś (obec) na Słowacji położona w kraju preszowskim, w powiecie Vranov nad Topľou. Pierwsze wzmianki o miejscowości pochodzą z roku 1386.
Według danych z dnia 31 grudnia 2012, wieś zamieszkiwało 915 osób, w tym 454 kobiety i 461 mężczyzn.
W 2001 roku pod względem narodowości i przynależności etnicznej 99,88% mieszkańców stanowili Słowacy, a 0,12% Romowie.
Ze względu na wyznawaną religię struktura mieszkańców kształtowała się w 2001 roku następująco:
- Katolicy rzymscy – 33,78%
- Grekokatolicy – 63,9%
- Prawosławni – 0,12%
- Ateiści – 0,37%
- Nie podano – 1,71%